# Gastronomia de Bèlgica
La gastronomia belga és molt variada, amb importants variacions regionals, alhora que reflecteix les cuines de França, Alemanya i els Països Baixos. Sovint es diu que el menjar belga es serveix en la quantitat de cuina alemanya, però amb la qualitat del menjar francès. Fora del país, Bèlgica és més coneguda per la seva xocolata, gofres, patates fregides i cervesa.
Tot i que Bèlgica té molts plats nacionals diferents (especialment les moules-frites), molts aliments populars internacionalment com les hamburgueses i els espaguetis a la bolonyesa també són populars al país, i la majoria del que mengen els belgues també es consumeix als països veïns. Per tant, la 'cuina belga' fa referència generalment als plats d'origen belga o els considerats típicament belgues.
La cuina belga valora tradicionalment els ingredients regionals i de temporada. Els ingredients típics dels plats belgues inclouen patates, porros, gambes grises, espàrrecs blancs, endívies i cervesa local, així com productes bàsics comuns europeus com la carn, el formatge i la mantega. Els belgues solen menjar quatre àpats al dia, amb un esmorzar lleuger, un dinar mitjà, un berenar i un gran sopar.
Bèlgica té multitud de plats i productes locals, característics d'una zona concreta. Alguns exemples inclouen waterzooi de Gant, la galeta couque de la ciutat de Dinant i tarte au riz de Verviers. Tot i que es reconeixen els seus orígens locals, la majoria d'aquests plats es gaudeixen a tota Bèlgica.